# Материнська зоря
Матери́нська зоря́ – це зоря, навколо якої обертається одна чи кілька планет. Ці планети могли утворитися разом із зорею, чи бути захопленими в процесі обертання зорі навколо галактичного центра, або її власного руху відносно центра мас певної зоряної системи. 
Про материнську зорю загалом згадують у текстах про планети та екзопланети, маючи на увазі зорю, навколо якої вони рухаються по замкнених орбітах.
У науковій фантастиці цей термін використовують для позначення зорі з населеною планетою на її орбіті, звідки походять представники певної цивілізації чи раси.